# Enicospilus mauritii
Enicospilus mauritii är en stekelart som först beskrevs av Henri Saussure 1892.  Enicospilus mauritii ingår i släktet Enicospilus och familjen brokparasitsteklar. Inga underarter finns listade i Catalogue of Life.